# 濃湯
濃湯（英語：Stew）是泛指把固體食物材料以紅燒、燴、燜、燉等烹調方式煮成液態濃湯的食物。濃湯與中菜的羹不同之處，在於中菜的羮只作飲用，而濃湯除了飲用，一般還可以再煮稠成為肉汁（gravy）搭配菜品食用。
濃湯的材料很廣泛，可以有各種蔬菜和肉類。它除了可能含有肉類成份的肉汁或蔬菜的汁液，烹煮時還可能會加入牛奶、黃油、葡萄酒、啤酒等，以及調味的香草或調味品。

## 常見濃湯
- 巧達濃湯
- 法式濃湯
- 肉骨茶
- 罐头汤